# Пінето
Пінето (італ. Pineto) — муніципалітет в Італії, у регіоні Абруццо,  провінція Терамо.
Пінето розташоване на відстані близько 155 км на північний схід від Рима, 65 км на північний схід від Л'Аквіли, 29 км на схід від Терамо.
Населення — 14 807 осіб (2014).

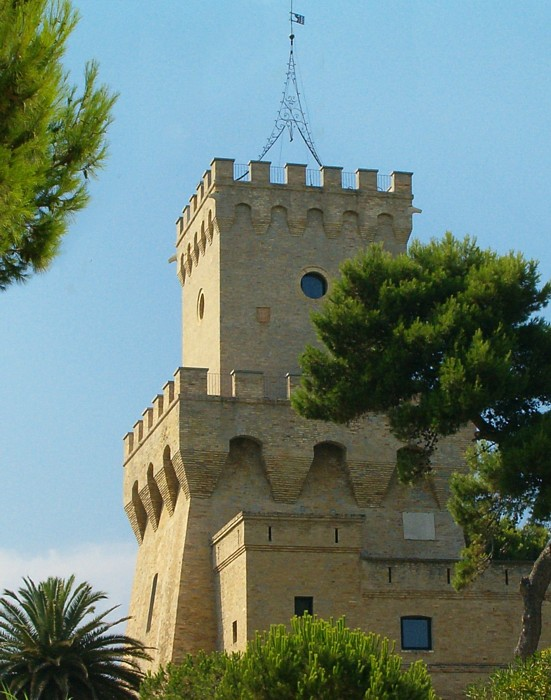

Щорічний фестиваль відбувається 21 січня. Покровитель — Sant'Agnese.

## Демографія
Населення за роками:

Станом на 1 січня 2023 року в муніципалітеті офіційно проживало 725 іноземців з 62 країн, серед них 278 громадян країн Євросоюзу та 24 громадяни України.

## Сусідні муніципалітети
- Атрі
- Розето-дельї-Абруцці
- Сільві